# Blaga's Lessons
Pour plus de détails, voir Fiche technique et Distribution.
Blaga's Lessons (Уроците на Блага, Urotsite na Blaga) est un drame psychologique bulgare co-écrit et réalisé par Stephan Komandarev, sorti en 2023.

## Synopsis
Blaga, professeur de bulgare à la retraite, est victime d'une escroquerie téléphonique et perd de l'argent. S'étant renseignée sur les méthodes minutieuses des escrocs, l'ancienne professeure tente d'infiltrer le groupe de malfaiteurs mystérieux dans le but de récupérer son argent.

## Fiche technique
Sauf indication contraire, les informations mentionnées dans cette section peuvent être confirmées par la base de données cinématographiques IMDb,  présente dans la section « Liens externes ».
- Titre original : Уроците на Блага, Urotsite na Blaga
- Titre international et francophone : Blaga's Lessons
- Réalisation : Stephan Komandarev
- Scénario : Simeon Ventsislavov et Stephan Komandarev
- Décors : Ivelina Mineva
- Costumes : Nadya Dobrikova
- Photographie : Vesselin Hristov
- Montage : Nina Altaparmakova
- Musique : Kalina Vasileva
- Pays d'origine :  Bulgarie
- Format : couleur
- Genre : drame
- Durée : 114 minutes
- Dates de sortie :
  - Tchéquie : 3 juillet 2023 (Festival de Karlovy Vary)
  - France : 8 mai 2024 (sortie nationale)

## Distribution
- Eli Skorcheva : Blaga Naumova
- Gerasim Georgiev : Lyudmil, le fils de Blaga
- Rozalia Abgarian : Nare, l'étudiante de Blaga
- Stefan Denolioubov

## Sortie

### Accueil critique
En France, le site Allociné propose une moyenne de 3,1⁄5, d'après l'interprétation de 11 critiques de presse.

## Distinctions

### Sélections
- Arras Film Festival 2023 : sélection en compétition européenne
- Reims Polar 2024 : sélection en section Sang neuf

### Récompenses
- Festival international du film de Karlovy Vary 2023 :
  - Globe de cristal
  - Prix de la meilleure actrice pour Eli Skorcheva[2].